# Яворівський архів УПА
Яворівський фотоархів УПА — збірка світлин вояків Української повстанської армії, яка була знайдена 24 червня 1999 року в селі Яворові Косівського району Івано-Франківської області. 

## Історія
Яворівський архів, чорно-білі негативи вояків УПА, переховувала зв'язкова Василина Русинюк-Копчук, який вона закопана під сушаркою на подвір'ї Палія Мицканюка (вояка УПА, захопленого чекістами орієнтовно 1947-го року, засудженого та висланого з села разом з дружиною) присілку Липний села Яворові Косівського району Івано-Франківської області.
Архів було знайдено Василем та Ганною Кіщук 24 червня 1999 року закопаним під розваленою прибудовою під час прибирання подвір'я. Кіщуками було знайдено дві скляні банки. В одній були негативи на чорно-білій негативній плівці, що добре збереглися, оскільки кришку банки було залито смолою. У иншій банці кришка розгерметизувалась, туди потрапила вода і папери, серед яких міг бути опис світлин, втрачено. 
Всього було знайдено 216 окремих негативів (кадрів) на чорно-білій негативній плівці (целулоїдна основа). Більшість негативів (202) мають формат 6 х 9 см, дванадцять: 4,5 х 6 см, один: 6 х 6 см. Ще один негатив, хоча й близький за розміром до 6 х 9 см, але вирізаний з иншого кадру більшого формату. 
Загалом фотоархів налічує 216 чорно-білих негативів, на яких зображено понад 300 упівців. За сприянням дослідника Яворівського фотоархіву Василя Гуменюка та його однодумців вдалось ідентифікувати понад 100 вояків зі світлин.
У 2005 році вийшла книга-альбом, яка містить матеріали фотоархіву УПА, віднайденого 1999 року в с. Яворові, а також підсумки трирічних пошуків щодо ідентифікації зафіксованих там осіб, розповіді про встановлених командирів та стрільців Української Повстанської Армії, які боролись за незалежність і державність України у 1945-1951 роках на території Гуцульщини.

## Світлини архіву

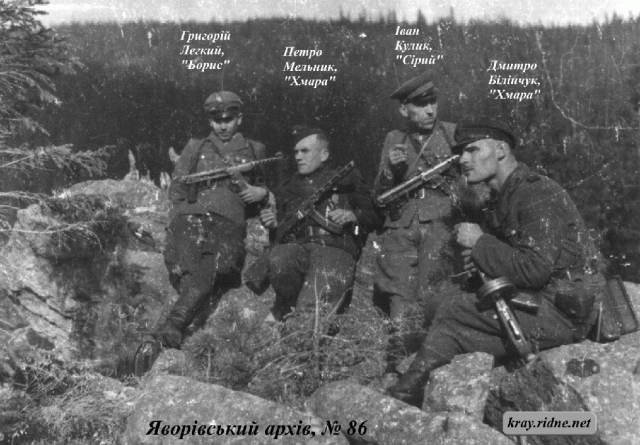
Г.Легкий-«Борис»,П.Мельник-«Хмара»,І.Кулик-«Сірий», Дмитро Білінчук-«Хмара»
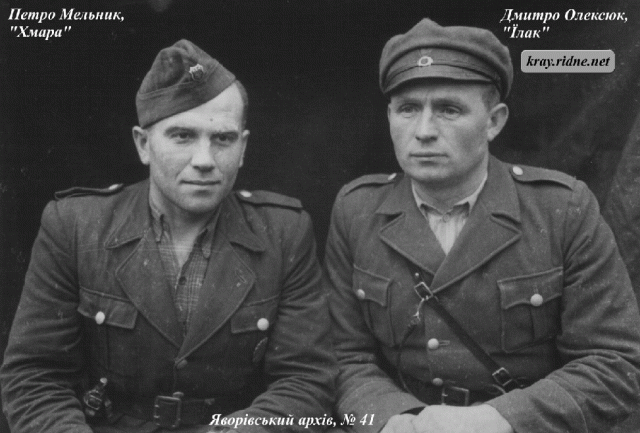
Петро Мельник-«Хмара» (ліворуч) та Дмитро Олексюк-«Їлак»
Григорій Легкий-«Борис» та Савчак Василь-«Сталь»
Калина Лукань-«Галина»
Микола Харук-«Вихор»
Галина Кузьменко-«Надя»
Дмитро Білінчук-«Хмара»
Іван Мельничук-«Галайда»